# 마우고자타 보이트코비아크
마우고자타 보이트코비아크(폴란드어: Małgorzata Wojtkowiak, 1982년 1월 30일 ~ )는 폴란드의 펜싱 선수로 주 종목은 플뢰레이다. 2012년 하계 올림픽에서는 여자 플뢰레 개인전과 단체전에 출전하였다. 그러나 개인전 32강에서 중화인민공화국의 천진옌에게 8-15로 패하며 탈락하였고, 단체전에서는 5위에 그쳤다.